# Demanietta sunthorni
Demanietta sunthorni — вид прісноводних крабів родини Potamidae. Описаний у 2023 році.

## Назва
Вид названо на честь покійного професора Сунторна Соттібандху, видатного таїландського ентомолога факультету природничих наук Університету принца Сонгкла.

## Поширення
Ендемік Таїланду. Поширений на острові Аданг в Андаманському морі (провінція Сатун на півдні країни).